# 소드 아트 온라인의 연표
다음은 소설 소드 아트 온라인과 이를 원작으로 한 만화와 애니메이션의 주요 사건들을 연표로 나타낸 것이다.(날짜는 원작을 우선기준으로 하고, 원작에 날짜가 나오지 않는 사건들은 만화,애니를 기준으로 한다.)
*가상 세계의 사건이 주를 이루는 문단에서는 현실의 사건과 가상의 사건을 구분하기 위해 현실의 사건은 뒤에 (현실)이라는 표시를 해 두었다.*

## SAO 사건 이전

### 2000년
- 츠보이 료타로(클라인)가 태어나다.

### 2007년
- 유우키 아스나(아스나), 시노자키 리카(리즈벳)가 태어나다.

### 2008년
10월
- 키리가야 카즈토[1](키리토)가 태어나다.

### 2009년
- 카즈토의 부모님이 사고로 사망하다.(카즈토는 친척인 키리가야 가로 입양된다.)
- 키리가야 스구하(리파)가 태어나다.

### 2011년
- 아야노 케이코(시리카)가 태어나다.

### 2022년
5월
- 완전한 버추얼 리얼리티(VR)를 실현한 기기인 너브기어가 출시되다.

8월
- 소드 아트 온라인의 베타 테스트(1,000명 한정 추첨)가 8월 한달간 진행되다.

## SAO 아인크라드
11월 6일
- 게임 회사 아가스에서 게발한 VR MMO RPG 게임인 소드 아트 온라인(SAO)의 정식 서비스가 시작되다.
- 정식 튜토리얼에서 SAO의 개발자 카야바 아키히코가 SAO 데스게임을 선언하다.
- SAO 멘탈 헬스 카운슬링 프로그램(MHCP) 테스트 1호인 유이에게 플레이어에 대한 접촉이 일체 금지되다.

12월 2일
- 아인크라드 제1층 톨바나 분수광장에서 제1차 보스 공략 회의가 열리다.

12월 4일
- 보스 공략팀이 제1층 보스인 왕 코볼트를 무찌르다.(이 과정에서 지휘관 디아벨이 전사한다.)

### 2023년
연중
- SAO 개발비와 사건 보상으로 인한 빚을 진 아가스가 해체되다.(그 뒤, 렉토가 SAO 서버유지를 위탁받는다.)(현실)

5월경
- 너브기어의 후속 기기인 어뮤스피어가 출시되다.(현실)

12월경
- 렉토 프로그레스에서 개발한 VR MMO RPG 게임인 알브헤임 온라인(ALO)이 출시되다.(현실)

12월 25일
- 제35층 방황의 숲에서 소생 아이템이 걸린 크리스마스 보스 이벤트가 열리다.(키리토가 보스를 물리치고 아이템을 획득했지만, 클라인에게 양보한다.)

### 2024년
10월 이전
- 살인 길드 레핑코핀이 키리토와 아스나를 포함한 토벌대에 의해 해체되다.

10월
- 키리토와 아스나가 결혼하다.(SAO 시스템 상에서)

11월 7일
- 제75층 보스방에서 키리토가 최종 보스인 히스클리프(카야바 아키히코)를 물리치고, SAO를 클리어 하다.
- 아스나를 포함한 300명을 제외하고, 키리토를 포함한 SAO 생존 플레이어 5847명이 현실로 복귀하다.
- 카야바 아키히코가 자신의 기억소자를 디지털 신호로 네트워크에 남기고, 사망한다.[2]

## SAO 사건 이후

### 2025년
1월
- 렉토 프로그레스의 주임인 스구오 노부유키가 SAO 생존자 300명을 납치,비인도적 실험에 이용한 혐의로 체포 및 구속 되다.

4월 이전
- 스구오 노부유키의 범죄의 영향으로 렉토 프로그레스가 해체되었으며, 렉토의 CEO였던 유우키 쇼조가 사임하다.

7월 25일
- 카즈토가 총무성 산하 SAO 대책위원회 소속직원인 키쿠오카 세이지로와 만나 SAO 사건에 대한 이야기를 정리하다.[3]

## 참고 자료
- 카와하라 레키, 《SWORD ART ONLINE-소드 아트 온라인 1 <아인크라드>》, 김완 옮김, 서울문화사, 2009.
- 카와하라 레키, 《소드 아트 온라인 프로그레시브 1》, 김완 역, 서울문화사, 2013.
- 카와하라 레키, 《SWORD ART ONLINE-소드 아트 온라인 2 <아인크라드>》, 김완 옮김, 서울문화사, 2010.
- 카와하라 레키, 《SWORD ART ONLINE-소드 아트 온라인 3 <페어리 댄스>》, 김완 옮김, 서울문화사, 2010.
- 카와하라 레키, 《SWORD ART ONLINE-소드 아트 온라인 4 <페어리 댄스>》, 김완 옮김, 서울문화사, 2010.
- 카와하라 레키•아스키 미디어 웍스•SAO Project, 《소드 아트 온라인 Extra Edition》, 이토 토모히코 감독, A-1 Pictures, 2013.